# Плазма (физика)
Плазма је јонизован гас са колективном интеракцијом и она се због својих јединствених особина сматра посебним агрегатним стањем материје уз чврсто, течно и гасовито стање. Молекуларно-кинетичка слика плазме врло је слична високотемпературном јонизованом гасу са јонизованим атомима и електронима, с тим да се плазма одликује и колективном интеракцијом која потиче од електромагнетног микропоља и манифестује се путем дугодометних Кулонових сила. Скоро свака гасовита супстанца на довољно високим температурама може доспети у плазмено стање. Плазма је енергетски највише агрегатно стање, а слободна наелектрисања је чине електрично проводљивом. Највећи део до сада познате видљиве материје у природи (свемиру), налази се у виду плазме.
Плазма се често назива четврто агрегатно стање. Први ју је идентификовао Вилијам Крукс 1879. године у цеви за пражњење (Круксовој цеви). Природу катодних зрака у Круксовој цеви детаљније је проучио Џ. Џ. Томпсон 1897. године. Име „плазма“ увео је Лангмир 1928. године., наводно што га је подсетила на крвну плазму. Лангмир је написао:
„Осим у близини електрода, где постоје слојеви са врло мало електрона, јонизовани гас садржи јоне и електроне у отприлике истом броју тако да је укупно резултујуће просторно наелектрисање врло мало. Користићемо назив плазма да опишемо то подручје са уједначеним бројем јона и електрона."
Плазма обично има облик макроскопски неутралног облака или наелектрисаног јонског млаза али може исто да садржи зрнца прашине и наночестица када се назива 'прашњава плазма'. Настаје загревањем и јонизацијом гаса када долази од одвајања електрона од атома а настала наелектрисања се слободно крећу.

## Уобичајене плазме
Плазме су најраспрострањенији облик постојања материје у свемиру. Постоје процене да је 99% видљивог свемира у облику плазме..
С обзиром да је простор међу звездама испуњен плазмом, мада врло ретком (видети међузвездана средина и међугалактички простор), у основи цела запремина свемира је у облику плазме (видети астрофизичка плазма). У Сунчевом систему, (планета) Јупитер највише доприноси не-плазми, само око 0,1% масе и 10−15% запремине унутар орбите Плутона. Познати плазмаш (физичар плазме) Ханес Алфвен је приметио да се због сопственог наелектрисања чак и мале честице космичке прашине понашају као јони, те тако колективно образују свемирску плазму.
| Уобичајени облици плазме | | |
| Вештачки створена плазма - У Плазма дисплеју, укључујући модерне ТВ екране - У флуоресцентним лампама (нискоенергијско осветљење), неонске лампе - Издувни гасови ракетних мотора - Чеона површина свемирског брода приликом уласка у атмосферу - Истраживање контролисане фузије - Електрични лук у лучној лампи, лук приликом заваривања - Плазмена кугла (видети прву слику) - Плазма за нагризање диелектричног слоја у производњи интегрисаних кола | Земаљске плазме - Муња - Лоптаста муња - Ватра светог Елма - Светлећи вртлози, спирале и др. врсте атмосферских светлуцања - Јоносфера - Поларна светлост | Свемирске и астрофизичке плазме - Сунце и друге звезде (плазме подгрејане нуклеарном фузијом) - Сунчев ветар - Међупланетарна средина (простор међу планетама) - Међузвездана средина (простор међу звездама) - Међугалактички простор (простор међу галаксијама) - Јо-Јупитерови флуксни канали - Акрециони дискови - Међузвездане небуле |

## Дефиниција плазме
Реч плазма (πλασμα) је грчког порекла и значи остварење, дело. Ирвинг Лангмјур је плазмом назвао светлећи, високојонизовани део електричног пражњења. Иако се уместо назива плазма врло често користи назив јонизовани гас, она има додатне карактеристике које је разликују гасовитог стања са наелектрисаним честицама.
Нека супстанца је плазма по дефиницији, ако се налази у гасовитом стању, ако је део честица ове супстанце јонизован и ако је у супстанци присутна колективна интеракција која потиче од електромагнетних микропоља свих честица, а манифестује се Кулоновим силама. Како ове силе имају дуг домет, колективна интеракција постоји и за процентуално нискојонизоване плазме.

### Критеријуми плазменог стања
Важна особина плазме је макроскопска квазинеутралност, која представља карактеристику плазме да је она у макроскопском погледу приближно неутрална средина, тј. да је сума позитивног и негативног наелектрисања у елементу запремине једнака нули. С друге стране, плазму карактерише постојање равнотежних стационарних стања у процесима јонизације и рекомбинације. На основу ових особина плазме долази се и до основа за постављање критеријума плазменог стања. Да би неки високојонизовани гас могао бити плазма, морају бити испуњена два критеријума:
- Димензије простора који заузима плазма морају бити много веће од димензија њене Дебајеве сфере.

Овај услов потиче од тога што на растојањима реда Дебајевог радијуса може доћи до нарушења макроскопске квазинеутралности због термалног кретања.
- Плазмене фреквенције морају бити много веће од тоталних колизионих фреквенција.

Плазмене фреквенције потичу од колективне интеракције и оне доводе систем у стање макроскопске квазинеутралности. Како у плазми долази до судара, утицај колизионих процеса на плазмене фреквенције мора бити мали, како би особина квазинеутралности могла бити очувана у плазми у којој су судари чести.

### Параметри плазме
Плазму можемо квантитативно окарактерисати помоћу низа параметара. Плазмени параметри су:
- Конституенти или компоненте плазме

Битни чиниоци плазме су носиоци наелектрисања - електрони и јони. Због њих плазма представља медијум добре електричне проводљивости, а самим тим због присуства нестационарног електричног поља, ствара се и магнетно поље и долази и до емисије електромагнетних таласа. У конституенте плазме спадају електрони и тешки конституенти који могу бити различити неутрални атоми, молекули и јони произвољног степена јонизације.
- Концентрација

Плазма се карактерише концентрацијом, где се разликује концентрација различитих честица и укупна концентрација. Стање плазме у датој тачки простора у тренутку времена окарактерисано је концентрацијама честица, електрона, јона, молекула, атома и радикала и функцијама које показују расподелу честица по брзинама и по енергијама.
- Средње растојање

Средње растојање је параметар плазме који је обрнуто пропорционалан трећем корену концентрације плазме: {\displaystyle d\sim n^{-{\frac {1}{3}}}}
- Температура

Разликује се температура целе плазме или само појединачних типова честица. Температура сваке честице дефинисана је њеном средњом термичком енергијом која је сразмерна са kТ (где је k Болцманова константа).
Параметри плазме који су у тесној вези са саставом плазме су:
- Топлотна проводност
- Вискозност

Спољашњи параметри су повезани за извор напајања којим се прави лабораторијска плазма или спољашњи извор као што је поље. То могу бити:
- Јачина струје
- Напон пражњења
- Електрична проводљивост
- Спољашње поље (електрично, магнетно, гравитационо)

Други параметри плазме могу бити и:
- Ефикасни пресеци

Ефикасни пресеци су параметри који се мере као расподеле по угловима или расподеле само по енергији.
- Димензије

Мери се колики део простора заузима плазма према околном простору.

### Типови плазме
На основу расподеле температуре, издвајају се следећи типови плазме:
- Плазма у тоталној термодинамичкој равнотежи

Плазма је у стању тоталне термодинамичке равнотеже ако су температуре свих честица међусобно једнаке и не постоје градијенти ни температуре ни концентрације.
- Плазма у локалној термодинамичкој равнотежи

У случају да постоје области малих димензија у којима локално постоји термодинамичка равнотежа, тада кажемо да је плазма у стању локалне термодинамичке равнотеже и такав модел се веома често примењује на лабораторијске плазме вишег притиска.
- Изотермна плазма

Плазма се назива изотермном када све врсте честица имају исту температуру, али постоји температурни градијент.
- Неизотермна плазма

Неизотермна плазма је она плазма код које различите честице имају различите температуре у некој физички бесконачно малој области простора.
Када је плазма у термодинамичкој равнотежи, било да је реч о комплетној или локалној термодинамичкој равнотежи, њено стање се може описати температуром као макроскопским параметром и саставом плазме који је одређен термодинамичким константама. Када нема термодинамичке равнотеже, стање плазме одређују унутрашњи параметри као што су константе појединачних реакција, и спољашњи параметри.
Лабораторијске плазме нису у стању тоталне термодинамичке равнотеже најчешће због постојања градијента температуре и честица. Плазма у стању комплетне термодинамичке равнотеже не би била занимљива са аспекта спектроскопије и зрачења, јер би сва израчена енергија била и апсорбована од стране самог система.
Ако се гасна плазма посматра као средина погодна за одигравање хемијских реакција тада се на основу њених карактеристика (температуре, притиска гаса и електронске густине) разликују два типа:
- Нискотемпературне плазме (до 105 K, односно до 10 eV)

Нискотемпературне плазме су неравнотежне, нетермичке, хладне и карактеришу се одсуством термодинамичке равнотеже, односно температура електрона је знатно виша од температуре тежих честица, јона и неутрала и не постоји јединствена температура плазме. Електронска густина износи 1010-1012cm−3, а притисак је мањи од 1 bar. Састав овакве плазме израчунава се коришћењем кинетичких модела. Активирање реактаната у хемијским реакцијама врше електрони који имају високе енергије и у нееластичним сударима са честицама гаса граде јоне, атоме и друге продукте дисоцијације и јонизације. Ови продукти су веома реактивни и могу реаговати на различите начине дајући разноврсне продукте.
Нискотемпературне плазме различитих врста електричних пражњења разликују се у вредностима енергија електрона, притисцима гаса и у величини електричног поља тако да избор пражњења одређује хемијску промену коју желимо да постигнемо. За реакције крековања и дисоцијације погодне су плазме тињајућег или радиофреквентног пражњења док за реакције кондензације и полимеризације се користе плазме у којима је енергија електрона нижа као нпр. у корона пражњењу.
- Високотемпературне плазме (изнад 106 K, односно изнад 100 eV)

Високотемпературне плазме називају се и термичке, равнотежне или вруће плазме. Карактеришу се постојањем локалне термодинамичке равнотеже, односно плазма се може окарактерисати јединственом температуром, Т. Електронска густина, nе, износи 1014-1016cm−3, а притисак гаса је већи од 1 bar.

#### Дебајев радијус
Наелектрисане честице у плазми ступају у интеракцију једна са другом појединачно или путем усредњеног поља свих осталих наелектрисаних честица. Ове интеракције су Кулоновог типа, али потенцијал појединачне честице није строго Кулоновог типа (~1/r, где је r-растојање). Око наелектрисане честице одређеног знака сакупљају се супротно наелектрисане честице формирајући сферни облак одређеног радијуса D, односно Дебајеву сферу. Ове честице заклањају (екранирају) честицу мењајући јој потенцијал до вредности φ~(1/r)•e-r/D. Из ове релације следи да свако наелектрисање интерагује колективно са наелектрисањима која се налазе унутар Дебајеве сфере. Утицај наелектрисања изван Дебајеве сфере је занемарљив.
Дебајев радијус је једнак:
D=(ε0kT/nee2)1/2
где је
ε0 - диелектрична константа вакуума, k - Болцманова константа, T - температура, ne - густина електрона, e - елементарно наелектрисање
Ова величина расте са порастом температуре а опада са порастом густине наелектрисаних честица. Дакле, Дебајев радијус је једнак радијусу сфере унутар које може доћи до нарушавања електронеутралности тј. до раздвајања позитивног од негативног наелектрисања као резултат термичког кретања.
За једну типичну плазму температуре Т=10000К и ne=1016 m−3 Дебајев радијус је D=6,9∙10−5 m.
```
интерстеларним плазмама Дебајев радијус може износити и неколико метара. Димензија плазме L мора да буде много већа од Дебајевог радијуса, L»D. Ово је први критеријум плазменог стања.
```

Сада нам може изгледати да се плазма састоји из Дебајевих сфера као посебних целина. У складу са овим дефинишу се релаксациони пут и релаксационо време.
Релаксациони пут је средњи слободни пут који електрон треба да пређе па да му се енергија кроз узајамно дејство са микропољем промени за кТ (средња термална енергија).
Релаксационо време је оно време које је потребно једном систему да се после неког поремећаја врати у стање равнотеже. Релаксациона времена су кратка:
- Код судара између наелектрисаних честица електрон-електрон, τ=10−12 s
- Код судара између електрона и неутрала релаксациона времена су нешто дужа, τ= 4,1∙10−5 s

#### Плазмена фреквенција
Плазме су извори енергије различитих врста честица али и зрачења. Плазма емитује и посебну врсту сопствених електромагнетних таласа ниских фреквенција (из домена радио таласа 105Hz до високофреквентног зрачења 1011Hz). Настајање плазмених осцилација, које се везују за осцилације електрона, повезано је са очувањем квазинеутралности у плазми.
Свако случајно померање електрона у односу на тежу наелектрисану честицу доводи до настанка јаког електричног поља које враћа електрон назад. Електрон почиње да осцилује фреквенцијом
ωp=(ne e2/me ε0)-1/2
Ако помножимо Дебајев радијус и Лангмирову фреквенцију добијамо:
ωxD=(kTe/m)1/2 - термална брзина електрона.
Ово је лако објаснити. Време плазменог одговора на изведени поремећај (1/ω) одговара времену које је потребно електрону који има термалну енергију да пређе пут D и тако екранира поремећај који се догодио.

### Опсег параметара плазме
Вредности параметара плазме крећу се у опсегу од неколико редова величине, међутим, има случајева да су плазме са очигледно врло различитим вредностима параметара врло сличне. Таблица која следи показује само уобичајене атомске плазме а не егзотичне појаве попут кваркних глуонских плазми:
|                                     | Типични опсези параметара плазме: редови величине (РВ)                        |                                                                           |
| Особина                             | Земаљске плазме                                                               | Свемирске плазме                                                          |
| Величина у метрима                  | 10−6 m (лаб. плазме) to 102 m (муња) (~8 РВ)                                  | 10−6 m (слој на летелици) to 1025 m (међугалактичка небула) (~31 РВ)      |
| Време живота у секунди              | 10−12 s (ласером произведена плазма) to 107 s (флуоресцентно светло) (~19 РВ) | 101 s (соларне ерупције) to 1017 s (међугалактичка плазма) (~17 РВ)       |
| Густина у честицама по кубном метру | 107 m−3 to 1032 m−3 (inertial confinement plasma)                             | 100 (i.e., 1) m−3 (међугалактичка средина) to 1030 m−3 (звездано језгро)  |
| Температура у келвинима             | ~0 (кристална не-неутрална плазма) до 108 K (магнетна фузиона плазма)         | 102 K (поларна светлост) to 107 K (Сунчево језгро)                        |
| Магнетна поља у теслама             | 10−4 T (лаб. плазма) to 103 T (пулсна плазма)                                 | 10−12 T (интергалактичка средина) to 1011 T (у близини неутронске звезде) |

## Елементарни процеси у плазми
У плазми се одвија низ елементарних процеса.
То су процеси дисоцијације, јонизације, ексцитације, захвата електрона. Сви ови процеси одвијају се кроз еластичне и нееластичне сударе а карактерише их одређена вероватноћа односно ефикасни пресек.
Први тип елементарних процеса представљају процеси у којима учествују неутралне честице. Овде долази до побуђивања атома и молекула.
AB + C ↔ A + BC
Други тип елементарних процеса су они у којима учествују електрони или јони. Ексцитација и јонизација атома и молекула одвија се кроз сударе са електронима.
A + e ↔ A* + e
e + B ↔ B+ + 2e
e + AB ↔ A + B+ + 2e
У термалним плазмама преовлађују процеси првог типа док у нетермалним плазмама преовлађују процеси другог типа.
Термална јонизација настаје као резултат термичког кретања молекула и атома. Топлота која се доводи систему манифестује се као кинетичка енергија присутних честица. На температури Т=2000К када је средња кинетичка енергија по честици 0,26еV, постоје честице које имају и знатно већу енергију (високоенергетски део Максвелове расподеле честица по брзинама, односно енергијама). Ако је та енергија већа од њихове енергије јонизације оне ће се јонизовати. Настали електрони могу такође даље да врше јонизацију. У термалним плазмама успоставља се стање равнотеже између процеса јонизације и рекомбинације. Саха-Егертова једначина дефинише степен јонизације, α.
За формирање позитивних јона кроз сударе електрона и одређеног атома или молекула потребни су електрони велике енергије.
За грађење негативних јона погоднији су електрони мањих енергија (до неколико електрон волти).
Механизми формирања негативних јона су:
1. радијативни захват e + A = A- + hν
2. дисоцијативни захват AB + e = A + B-
3. формирање парова AB + e = A+ + B- + e
4. захват сударом три тела A + B + e = A + B-

Важан тип елементарних процеса су јон-молекулске реакције: CH4+ + CH4 = CH5+ + CH3 ;ове реакције се одвијају под утицајем јонизујућег зрачења.
Важан тип елементарних процеса су и реакције на граничним површинама. У овим реакцијама учествују поред електрона и побуђене врсте, дугоживући радикали. Вишак енергије преноси се на граничну површину као на треће тело. Овакви процеси су типични за плазма-катализу.

## Хемија плазме
’’Пролаз електрицитета кроз гас као и кроз електролит праћен је и условљен хемијским променама и разлагањем које се не може сматрати само случајним пратиоцем електричних пражњења, већ као њихова особина без кога се пражњење не би дешавало.” закључио је Томсон још 1893. године.
Још у XIX веку запажена је могућност одигравања хемијских реакција у електричним пражњенима. Међутим, хемија плазме почела је интензивно да се развија тек седамдесетих година XX века кад се јавио већи интерес за коришћење плазме као медијума за одигравање хемијских реакција.
Хемија плазме представља дисциплину хемије која се бави испитивањем хемијских промена као и кинетике механизама хемијских реакција насталих у плазми, стимулисаних плазмом или насталих у интеракцији између плазме и чврсте (ређе течне) фазе.
Због својих особина, високе температуре и присуства великог броја честица, плазма представља погодан медијум за одигравање најразличитијих хемијских реакција. Плазма садржи молекуле, радикале, атоме, јоне и електроне који поседују високе кинетичке енергије и могу бити у високо побуђеним стањима. Стога се хемијске реакције између ових конституената плазме веома разликују од уобичајених хемијских реакција дајући једињења која понекад не могу настати у обичним хемијским реакцијама или је њихово настајање у плазми много једноставније.

### Реакције у високотемпературној плазми
Основна карактеристика ових плазми је постојање термодинамичке равнотеже која се остварује при високим притисцима и високим струјама (лучна пражњења). У р.ф. плазменике се уводе високе електричне енергије и снаге (100кW и више) чиме реактанти добијају високу кинетичку енергију транслационог кретања коју у врло интензивним сударима преносе доводећи доминантно до процеса дисоцијације и јонизације. Стога у овим плазмама преовлађују јони, атоми и радикали у побуђеним стањима, дајући у међусобним реакцијама крајње продукте. Због високих температура које у њима владају, ове плазме су погодне за одигравање ендотермних реакција, за које је потребан значајан утрошак енергије. Пошто су на овако високим температурама доминантно заступљене реакције дисоцијације, продукти реакција у оваквим условима су мали, једноставни молекули, стабилни на високим температурама као што су нпр. NO,CH4,C2H2. Предност реакција које се одигравају у р.ф. плазменицима високе енергије је виши принос реакција од оних у неравнотежним плазмама које се користе на ниским притисцима.
Ове плазме су температурни нехомогене, великог температурног градијента а састав плазме у свакој тачки за дати укупан притисак и температуру одређен је стањем хемијске равнотеже.
Познајући само константан почетни однос присутних компонената у систему, могуће је за претпостављене хемијске реакције које се у плазми могу одиграти израчунати резултујући састав плазме, ако су познате топлоте сваке од реакције и слободне енергије појединих компонената у плазми.

### Термална плазма - примене у хемији плазме
У термалној плазми се одређеним механизмом ствара електрична струја (електрично пражњење) кроз носећи гас који постаје делимично јонизован. Струјни ток загрева гас. Енергија између честица које настају у плазми размењује се у сударима. При довољном притиску успоставља се термодинамичка равнотежа, дакле све честице имају јединствену температуру Т. То значи да је:
1. Расподела честица по брзинама Максвелова
2. Расподела честица по енергијама Болцманова
3. Број јона одговара стању јонизационе равнотеже (Саха једначина)
4. Плазма зрачи по Планковом закону зрачења

Термодинамичка равнотежа је локална пошто због градијента температуре Планков закон зрачења није готово никада испуњен. Температуре ових плазми крећу се у опсегу од 5000К до 20000К. Ове плазме су најчешће слабо јонизоване или квазинеутралне. Оваква плазма се у хемији код хемијских реакција може користити као:
1. Извор енергије-због високих температура брзина хемијских реакција је већа
2. Као извор позитивних и негативних јона за одвијање одређених јон-молекулских реакција
3. Као извор зрачења за различите типове фотохемијских реакција

У зависности од начина стварања пражњења овакве плазме називамо:
1. радиофреквентним и микроталасна пражњења
2. лукови једносмерне односно наизменичне струје
3. плазме плазматрона једносмерне и наизменичне струје
4. тињаво пражњење и варнице

Од великог значаја су плазматрони једносмерне и наизменичне струје као и лукови високог интензитета. Температуре су довољно високе да обезбеде висок степен дисоцијације реактаната. Карактер хемијских конверзија које се дешавају на температурама од неколико хиљада степени је одређен термодинамичким својствима супстанција које учествују у хемијској реакцији. Уколико знамо термодинамичке константе (слободне енергије), у већини случајева, можемо одредити оптималне температуре за одговарајуће хемијске реакције као принос одговарајућих продуката. Међутим, ток реакције није условљен само термодинамичким својствима супстанција које учествују у хемијским реакцијама. Од битног значаја су и интермедијерна стања кроз која пролази систем као и расподела енергије по степенима слободе, што одређује физичка кинетика. Наравно увек је и питање у коликој мери је, што зависи од типа плазме, применљива Максвелова расподела честица по брзинама и Болцманова расподела честица по енергијама.
Хемијске реакције синтезе у плазми могу се остварити у три фазе:
1. стварање плазме
2. хемијска реакција
3. заустављање реакције (хлађење)

1. Аргон се најчешће користи као гас у коме се реализује високотемпературна плазма јер је потребан релативно низак напон паре за формирање пражњења. У њему се граде метастабили преко којих се остварује ексцитација појединих врста у плазми. Инертан је и има спектар релативно сиромашан линијама. Веома често се користи смеша аргона са неким другим гасом као нпр. водоником или азотом у врућим плазмама. На овај начин, изменом термодинамичких особина, могу се мењати опште особине плазме пре свега њена температура и електронска густина, чиме се реакције и процеси у плазми могу водити у жељеном правцу. Треба водити и рачуна да и унете супстанце као реактанти такође својим термодинамичким и транспортним особинама мењају опште карактеристике плазме.
2. У високотемпературним плазмама за одигравање хемијских реакција поред процеса стварања плазме веома је битно и уношење реактаната у плазму као и издвајање крајњих продуката.
Узорак се може уносити пре, за време или после стварања плазме. Реактанти се уносе у систем пре генерисања плазме када учествују у настајању и одржавању плазме. Стога се процеси увођења изводе зависно од жељених ефеката.
ПРИМЕР: При синтези NO, прво се у плазму уноси Н2 а затим О2 да би се фаворизовала његова реакција са насталим активним атомским азотом, а не са молекулским.
3. Процес замрзавања равнотежног састава продуката и њиховог извлачења из реактора је од посебног значаја за синтезе у плазми. Потребно је да се продукти настали на врло високим температурама реда 104К нагло охладе до собне температуре, а да се при томе избегну накнадне реакције рекомбинације. Улога ових процеса је да у времену краћем од реакционе кинетике уклоне кинетичку енергију са насталих продуката и да деактивирају врсте које могу разорити крајње продукте повратним реакцијама. Најважнији параметри за реакциони принос су брзина хлађења и кашњење хватања продуката у односу на почетак опадања температуре. Област задовољавајуће брзине хлађења износи 105 до 108К/s.
Постоје различите технике за брзо хлађење као што су: брзо ширење млаза кроз млазницу, контакт са хладним зидовима, адијабатска експанзија или убацивање неке лако испарљиве инертне течности или хладног инертног гаса у плазму. Радикали који су у највећој мери присутни у плазми при хлађењу прелазе у стабилне молекуле. Док у врућим плазмама владају услови ЛТР дотле је процес наглог хлађења неравнотежан, одређен кинетичким параметрима компонената система. Стога садржај крајњих продуката није одређен само равнотежним саставом већ и кинетиком процеса рекомбинације у току хлађења.

#### Плазма-хемијски процеси под квазиравнотежним условима
При испитивању ових процеса неопходно је тачно одредити равнотежну концентрацију крајњих продуката.
Израчунати састав плазме одређеног типа указује на могућност издвајања одређених молекула или радикала као продуката реакције. Прорачуни су засновани на чињеници да систему у стању хемијске равнотеже одговара минимална слободна енергија. Као што смо раније поменули, на високим температурама процеси разлагања и дисоцијације постају доминантни. Упоредо са процесима дисоцијације у плазмама настају молекули и радикали којих нема на обичним температурама као што су C3, Al2O3, Na2, B2O3.
Плазме се користе за редукцију хлорида и оксида до елемената. Ово се постиже у високо интензивним луковима у којима је анода направљена од оксида датог елемента пресована са графитним пудером.
Редукција BF3 и BCl3 се врши у плазма џету у струји водоника одакле се добија елементарни бор.
У овим плазмама могу се синтетисати и металокерамички материјали који представљају једињења метала и неметала, веома су термоотпорни, велике тврдоће и механичке чврстоће. Најчешће се метални прах уноси у плазменик заједно са струјом носећег гаса, где се врши испаравање, активирање и реакција са помоћним гасом који при формирању нитрида може бити азот или амонијак, а при формирању карбида метан или угљенмоноксид. Увођењем праха метала у плазматрон или високострујни лук у присуству амонијака, метана, бора или силицијума производе се метални нитриди (АlN-топлотна проводљивост упоредива са проводљивошћу бакра), карбиди (SiC), бориди (B4C) или силициди (Si3N4).
Уношењем праха алуминијум-триоксида у радиофреквентну плазму у аргону (помоћни гас садржи и водоник) долази до фазне селекције између стабилне фазе α-Аl2О3 и метастабилних γ,δ,θ-Аl2О3. Разматрање фазног састава праха насталог при распршивању у плазми је од значаја за квалитет нанесених превлака, јер метастабилне фазе материјала могу током времена прелазити у стабилне мењајући особине материјала у вези термалне проводљивости, специфичне запремине.

#### Процеси у којима су крајњи продукти интермедијерни продукти хемијских реакција
Високе температуре ових плазми погодне су за производњу нових хемијских врста или реактивних интермедијера који учествују у разним реакцијама синтеза у плазми.
Синтеза ацетилена се најпогодније врши у различитим радиофреквентним плазма реакторима високе снаге. Хилсова метода користи се за производњу ацетилена из метана у високострујним луковима. Додатак N2, H2 или водене паре аргонској плазми у плазматронима омогућава синтезу ацетилена из угљеника и водоника, при чему принос ацетилена зависи од почетног односа C/H и брзина хлађења крајњег производа. Од различитих начина хемијске фиксације азота најзначајнија је директна оксидација азота кисеоником.
```
          1/2N
2
 + 1/2O
2
 → NO               ΔH
0
=90,4kJ/mol
```

Пошто је ова реакција ендотермна, високе температуре погодују њеном одигравању.
У високотемпературним луковима са угљеним електродама врши се синтеза тетрафлуор етилена из тетрафлуор метана.
У самом луку настаје реакција: CF4 → C2F2 али током хлађења настаје: C2F2 + F → C2F3 + F → C2F
Термална плазма омогућава брзо загревање и високе реакционе температуре и тако обезбеђује тренутно разлагање. Тада су отворене могућности за нове синтезе у плазми путем хемијских реакција на високим температурама које се одвијају или између атома или између радикала који су продукти распада штетних једињења или се у овакву плазму уводе и други реактанти чиме се остварује синтеза одговарајућих продуката.
У свим овим случајевима, прорачун равнотежног састава представља неку врсту прелиминарног истраживања које може да одговори на то да ли је или није могућа синтеза одговарајућег молекула у плазми и при којим условима (притисак, температура, количина и врста реактаната) она треба да се одвија. Термодинамички прорачуни су од велике важности али помоћу њих се не могу објаснити сви кораци током одговарајуће синтезе који су некада далеко од равнотежних.

### Плазма хемијске реакције у неравнотежним условима
Ове хемијске реакције се односе на различите зоне тињавог пражњења, пулсирајућег пражњења или озрачивања ласерима. Анализом хемијских процеса под неравнотежним условима дошло се до сазнања да се на овај начин могу добити:
1. Нова једињења (молекули) О2F2, О3F2, О4F2, XeF4, XеF2
2. Високи приноси крајњих продуката C2F2 из CF4
3. добијени радикали (молекули) се могу користити као реактанти у другим хемијским реакцијама

За проучавање механизама и кинетике хемијских реакција под неравнотежним условима неопходно је познавање ефикасних пресека за све процесе, њихову зависност од енергије реактаната, расподелу енергије по честицама и еволуцију ових функција расподеле са временом.
У оваквим случајевима су битне хемијске реакције у којима учествују електрони и јони. Оваква теоријска проучавања је тешко извести. Услови у неравнотежним плазмама су обично такви да су електронске температуре далеко веће-104К, док су температуре тежих честица (молекула) ниске, 700К, па хлађење продуката није потребно.

## Степен јонизације
Да би плазма постојала неопходно је да постоји јонизација. Израз „густина плазме“ обично се односи на електронску густину, односно, број слободних електрона по јединици запремине. Степен јонизације плазме представља фракцију атома који су изгубили (или примили) електрон и највећим делом зависи од температуре. Чак и делимично јонизован гас у којем је јонизовано свега 1% честица може да показује особине плазме (т. ј., да реагује на магнетско поље и да буде електрично проводан). Степен јонизације, α дефинише се као α = ni/(ni + na) где је ni бројчана јонска густина а na бројчана густина неутралних атома. Електронска густина је с тиме повезана преко средње густине јонског наелектрисања <Z> релацијом ne=<Z> ni где је ne бројчана електронска густина.

## Температуре
Температура плазме се уобичајено изражава у келвинима или електронволтима а (грубо говорећи) представља мерило топлотне кинетичке енергије по једној честици. У већини случајева електрони су у близини топлотне равнотеже тако да је њихова температура релативно добро дефинисана, чак и када постоји значајно одступање од Максвелове расподеле енергије, на пример због утицаја УВ зрачења, енергетских честица, или јаког електричног поља. Због велике разлике у масама електрони много брже ступају у термодинамичку равнотежу међусобно него са јонима или неутралним атомима. Из тих разлога јонска температура може бити веома различита (обично нижа) од електронске температуре. То је нарочито случај у слабо јонизованим технолошким плазмама где су јони често у близини амбијентне температуре.

## Потенцијали
Муња је пример плазме која се јавља на површини Земље. Муња при напонима до 100 милиона волти и струјама до 30.000 ампера емитује светлост, радио-таласе, х-зраке, чак и гама зраке. Температура плазме у муњи може да достигне 28.000 келвина а густине електрона могу да пређу 1024/m³. Плазма се често назива четвртим агрегатним стањем материје. Она се разликује од осталих нискоенергијских стања материје, чврстог, течног и гасовитог мада има извесне сличности са гасовитим стањем, по томе што нема стални облик ни запремину. Физичари сматрају да је плазма више него гас јер поседује неколико посебних особина укључујући следеће: